# Ramón Blasco Segado
Ramón Blasco Segado (Adra, c. 1867-Granada, 1898) fue un poeta, historiador y periodista español.

## Biografía
Nacido en la década de 1860 en la localidad almeriense de Adra, es descrito por Francisco Cuenca Benet como un «inspiradísimo poeta malogrado, por su temprana muerte, para las letras españolas». Fue redactor de publicaciones periódicas como La Crónica Meridional de Almería en cuyas páginas dejó textos en poesía y en prosa. Blasco Segado, entre cuyas obras se encontraron títulos como Historia de Adra y Poesías, falleció el 23 de octubre de 1898 en Granada.